# Kazimierz Szabelski
Kazimierz Szabelski (ur. 2 kwietnia 1937 w Jeziorzanach, zm. 22 marca 2024) – polski naukowiec i nauczyciel akademicki, profesor nauk technicznych, rektor Politechniki Lubelskiej (1996–2002). Specjalista w zakresie teorii drgań i dynamiki maszyn, wytrzymałości zmęczeniowej konstrukcji oraz mechaniki światłowodów.

## Życiorys
Urodził się 2 kwietnia 1937 r. w Jeziorzanach. Studia wyższe ukończył na Wydziale Mechaniczno-Konstrukcyjnym Politechniki Warszawskiej, uzyskując tytuł zawodowy magistra-inżyniera mechaniki w specjalności maszyn cieplnych tłokowych.
Pracę zawodową na stanowisku konstruktora rozpoczął w roku 1961 w Fabryce Samochodów Ciężarowych w Lublinie. Tutaj przez 6 lat prowadził prace konstrukcyjne i badania doświadczalne silnika wysokoprężnego oraz badania wytrzymałości zmęczeniowej i drgań elementów i zespołów samochodów. Od 1965 r. prowadził wykłady z mechaniki w WSInż. w Lublinie, a od lutego 1967 r. podjął pracę w tej uczelni na etacie wykładowcy. Na podstawie rozprawy dotyczącej nieliniowych drgań parametrycznych wałów korbowych maszyn tłokowych uzyskał w roku 1970 stopień naukowy doktora nauk technicznych. W kwietniu 1973 r. zostaje powołany na stanowisko docenta, w roku 1984 uzyskuje tytuł naukowy profesora nadzwyczajnego, a w 1991 r. – stanowisko profesora zwyczajnego Politechniki Lubelskiej.
Opublikował samodzielnie, bądź ze współpracownikami, ponad 150 prac, w tym trzy książki i monografie oraz sześć skryptów. W dorobku naukowym znajdują się publikacje, które ukazały się w renomowanych czasopismach zagranicznych o światowym obiegu: Inter. Jour, Non-linear Mechanics, Nonlinear Dynamics, Inter. Jour. of Bifurcation and Chaos, Jour. of Sound and Vibration oraz renomowanych czasopismach krajowych: Archiwum Budowy Maszyn, Rozprawy Inżynierskie oraz Mechanika Teoretyczna i Stosowana. Wiele prac jest zamieszczonych w czasopismach znajdujących się na liście filadelfijskiej. Jest autorem szeregu opracowań wdrożonych w praktyce, powstałych na zamówienie zakładów przemysłowych. Jest głównym autorem pierwszej w kraju monografii poświęconej mechanice światłowodów: „Badanie własności mechanicznych światłowodów” oraz podręcznika pt. „Wstęp do konstrukcji śmigłowców”.
Utworzył Katedrę Mechaniki Stosowanej w Wydziale Mechanicznym. Wychował kilku doktorów i doktorów habilitowanych, rozwinął współpracę Katedry z ośrodkami zagranicznymi. Zorganizował specjalność dydaktyczną „Budowa śmigłowców” kształcącą konstruktorów dla potrzeb PZL Świdnik. Jest członkiem korespondentem Europejskiej Akademii Nauki i Sztuki w Paryżu oraz członkiem Akademii Inżynierskiej w Polsce. W latach 1973–1981 pełnił funkcję prorektora ds. nauczania. Reprezentował Uczelnię w Kolegium Ministra NSzWiT, w Zespole Dydaktycznym „Mechanika” powołanym przez Ministra, w Radzie Głównej Nauki i Szkolnictwa Wyższego (w czasie dwóch kadencji; w jednej z nich jako członek Prezydium RG). Był członkiem: Sekcji Komitetu Badań Naukowych, Zespołu Zmęczenia Materia łów i Konstrukcji, Sekcji Podstaw Budowy Maszyn PAN, Sekcji Mechaniki Analitycznej Komitetu Mechaniki PAN, przewodniczył także Lubelskiemu Oddziałowi Polskiego Towarzystwa Mechaniki Teoretycznej i Stosowanej.
W latach 1996–2002 pełnił funkcję rektora. W tym okresie uczelnia dzięki kilku nowym inwestycjom powiększyła swoją bazę lokalową oraz uzyskała prawa nadawania stopnia doktora habilitowanego w dwóch wydziałach. W czasie tym nadano pierwszy w historii uczelni tytuł doktora honoris causa.

## Odznaczenia i nagrody
W roku 2002 Prezydent Rzeczypospolitej Polskiej nadał mu Krzyż Komandorski Orderu Odrodzenia Polski.